# Claesson
Claesson är ett vanligt svenskt efternamn, som kan skrivas på många olika sätt. Den 31 december 2019 fanns i Sverige följande antal personer med efternamnet skrivet som:
- Claesson 6 251[1]
- Klasson 3 367[2]
- Classon 860[3]
- Klaesson 690[4]
- Claeson 407[5]
- Clason 187[6]
- Klason 96[7]
- Klaeson 21[8]
- Claëson 19[9]
- Claezon 17[10]
- Claësson 8[11]
- Clazon 8[12]

Totalt blir detta 11 931 personer. Statistiska Centralbyrån uppger emellertid det totala antalet med alla varianter till 12 067 personer, vilket ger namnet plats nummer 62 bland Sveriges vanligaste efternamn. Det finns alltså 136 personer i Sverige med varianter av namnet Claesson, som inte nämnts här. Namnet var ursprungligen ett patronymikon med betydelsen Claes son.

## Personer med namnet Claesson eller varianter av detta namn

### A
- Anders Clason (1939–2017), kulturchef, chefredaktör, statsvetare

### B
- Bengt Claesson (1920–1996), konstnär
- Bror Classon Rålamb (1668–1734), friherre, officer, författare
- Börje Claesson (född 1941), pastor, entreprenör

### C
- Claes Claesson (1600-talet), lantmätare och ingenjör

### E
- Edward Clason (1829–1912), läkare, professor
- Emma Claesson (född 1977), orienterare
- Ester Claesson (1884–1931), trädgårdsarkitekt
- Eugénie Claëson (1841–1918), pianist
- Evald Claesson (1914–2001), arkitekt

### F
- Fredrik Claesson (född 1992), ishockeyspelare

### G
- Gunnar Claeson (1908–1986), ingenjör
- Gustaf Clason (1893–1964), arkitekt och etsare
- Gustaf Albert Claëson (1830–1921), läroboksförfattare
- Göran Claesson Stiernsköld (1552–1611), militär och riksråd
- Göran C.-O. Claesson (1928–2023), administratör och författare
- Göran Claeson (född 1945),  skridskoåkare

### H
- Hans Claësson Bjelkenstjerna (1574–1620), amiral och sjöhjälte
- Henrik Klasson Fleming (1584–1650), krigare, diplomat, lantmarskalk
- Henrik Klasson Horn af Kanckas (1512–1595), härförare, ämbetsman, godsherre
- Henrik Klasson Tott (död omkring 1603), landshövding över Österbotten
- Hjalmar Claëson (1836–1915), häradshövding och politiker
- Hugo Clason (1865–1935), seglare

### I
- Ilse Claeson (1907–1999), keramiker och textilkonstnär
- Inger Claesson Wästberg (född 1946), ämbetsman och politiker
- Isaac Clason (1710–1772), grosshandlare och politiker
- Isak Gustaf Clason (1856–1930), arkitekt

### J
- Jean Claesson (1882–1951), skådespelare och kabaretsångare
- Jeanette Thulin Claesson (född 1975), svensk-amerikansk kristen musiker och låtskrivare
- Johan Claesson Banér (1659–1736), generallöjtnant
- Johan Claesson Prytz (1621–1667), ämbetsman
- Johan Clason (1667–1747), skeppsredare, varvsägare och brukspatron
- Johan Claesson, flera personer
  - Johan Claesson (fotbollsspelare) (född 1981)
  - Johan Claesson (företagare), född 1951
- Jonas Claesson (född 1970), bandyspelare och tränare

### K
- Kent Claesson (född 1971),  friidrottare
- Kristian Claëson (1827–1859), filosof
- Krister Classon (född 1955), komiker, akådespelare, manusförfattare, regissör

### L
- Lars Classon (född 1984), lustspelsförfattare, skådespelare, regissör
- Lars Claesson Fleming (1621–1699), friherre, hovrättspresident, riksråd,lagman
- Leif Claesson (född 1959), fotograf, konstnär,  barnskådespelare
- Lena Claesson-Welsh (född 1956), biokemist
- Ludvig Claesson (född 1996), ishockeyspelare

### M
- Maj Klasson (född 1936), professor emerita i biblioteks- och informationsvetenskap
- Martin Claesson (född 1983), fotbollsspelare
- Martina Clason (född 1938), designer, konstnär, tecknare
- Mathias Clason (1963–2020), scenograf, kostymtecknare, regissör, librettist
- Maths Claesson (1959–2023), bokhandlare och författare
- Matilda Claesson (född 1994), basketbollsspelare
- Mattias Claesson (född 1986), friidrottare
- Michael Claesson (född 1965), militär
- Mikael Klasson (född 1969), house- och technoproducent
- Mimmi Benckert Claesson (född 1997), barnskådespelare
- Märta Claesson (1879–1950), skådespelare
- Märtha Bolin-Clason (1902–1988), konstnär

### N
- Nanna Clason (född 1963), glaskonstnär
- Nils Claëson (1848–1910), politiker och ämbetsman
- Nils Claesson (född 1958), konstnär, skapare av animerad film

### P
- Peder Clason (1894–1956), arkitekt
- Peter Klason (1848–1937), kemist
- Petter Claesson (1739–1810), kofferdikapten

### R
- Rickard Claesson (född 1977), fotbollsmålvakt
- Rune Claesson  (1930–2011), tecknare, grafaiker och konstpedagog

### S
- Samuel Clason (1867–1925), historiker och politiker
- Samuel Clason (läkare) (1896–1946), läkare
- Sonja Claesson (1901–1975), skådespelare
- Stefan Claesson (född 1950), geolog
- Stellan Claesson (1886–1970), filmproducent
- Stevie Klasson, gitarrist, sångare, låtskrivare
- Stewe Claeson (1942–2023), författare och översättare
- Stig Claesson (kemist) (1917–1988), fysikalisk kemist
- Stig Claesson (1928–2008), signaturen Slas, författare, illustratör, konstnär
- Synnöve Clason (född 1938), germanist, professor emerita i tysk litteratur
- Sören Claeson (född 1959),  brottare

### T
- Theresa Claesson (född 1971), handbollsspelare
- Tord Claeson (född 1938), fysiker, professor
- Tore Claeson (1922–2017), politiker

### V
- Viktor Claesson (född 1992), fotbollsspelare
- Viola Claesson (född 1939), politiker

### Å
- Åke Claesson (1889–1967), skådespelare och sångare